# Johann Friedrich Dietler

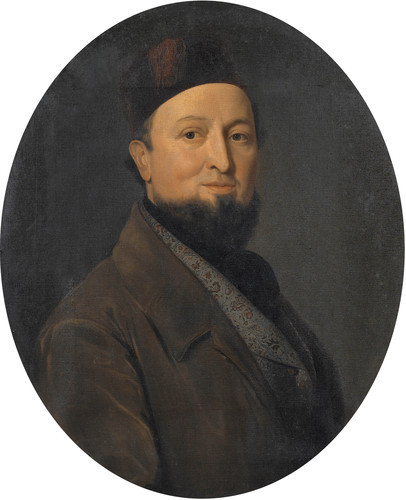
Portrait de Karl Emanuel Tscharner (c.1860)

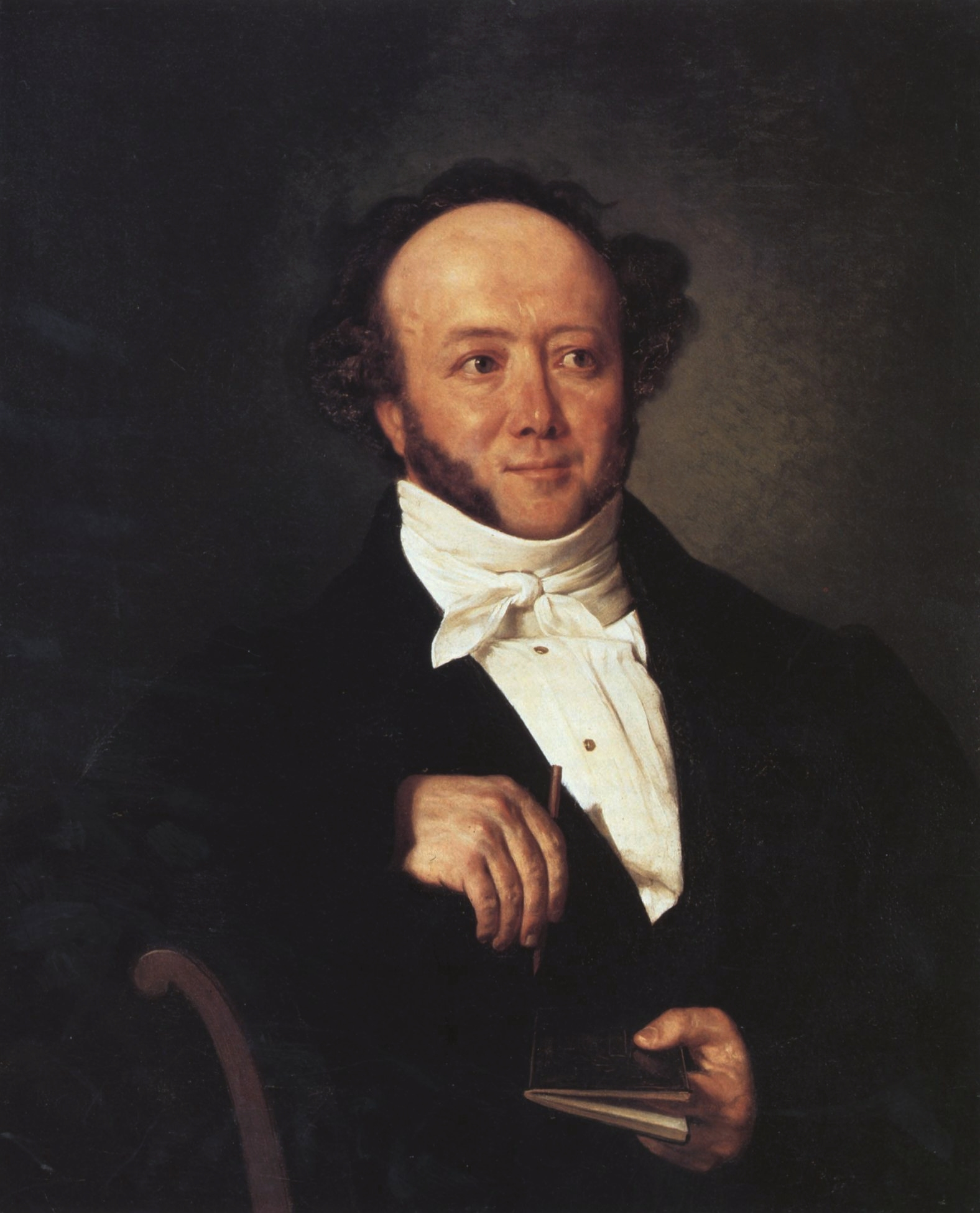
Portrait de Jeremias Gotthelf (1844)

Johann Friedrich Dietler, né en 1804 et mort en 1874, est un peintre portraitiste suisse.

## Biographie
Il naît le 4 février 1804 à Soleure en Suisse. Il est le fils de Josef Felix, un peintre en bâtiment et artiste peintre. Il commence à peindre dans l'atelier familial. Sa première formation artistique professionnelle provient de Karl Germann (vers 1790/93- ?), un maître du dessin local.
De 1822 à 1833, il est à Paris pour poursuivre sa formation auprès d'Antoine-Jean Gros, et copie les Vieux Maîtres du Louvre. Il travaille ensuite sous la direction de Léopold Robert à Venise en Italie, de 1834 à 1835. Après un séjour à Genève, il s'installe finalement à Berne, où il travaille principalement comme portraitiste et est très populaire auprès des patriciens, ainsi qu'à Soleure, Fribourg et Bâle. Il peint souvent à partir de petites photographies de ses sujets, mais craint que la photographie ne mette les portraitistes au chômage. 
Pendant plusieurs années, il enseigne à l'École des Beaux-Arts de Berne, où figure parmi ses élèves Ernst Stückelberg et Friedrich Walthard. Il meurt à Berne le 4 mai 1874.